# Фолештиј де Жос (Валча)
Фолештиј де Жос (рум. Foleştii de Jos) насеље је у Румунији у округу Валча. Oпштина се налази на надморској висини од 322 m.

## Становништво
Према подацима из 2002. године у насељу је живело 866 становника, од којих су сви румунске националности.